# Théophile Ferré
Pour les articles homonymes, voir Ferré.
Théophile Ferré, né le 6 mai 1846 à Paris et fusillé le 28 novembre 1871 à Satory en France, est une personnalité de la Commune de Paris.

## Biographie

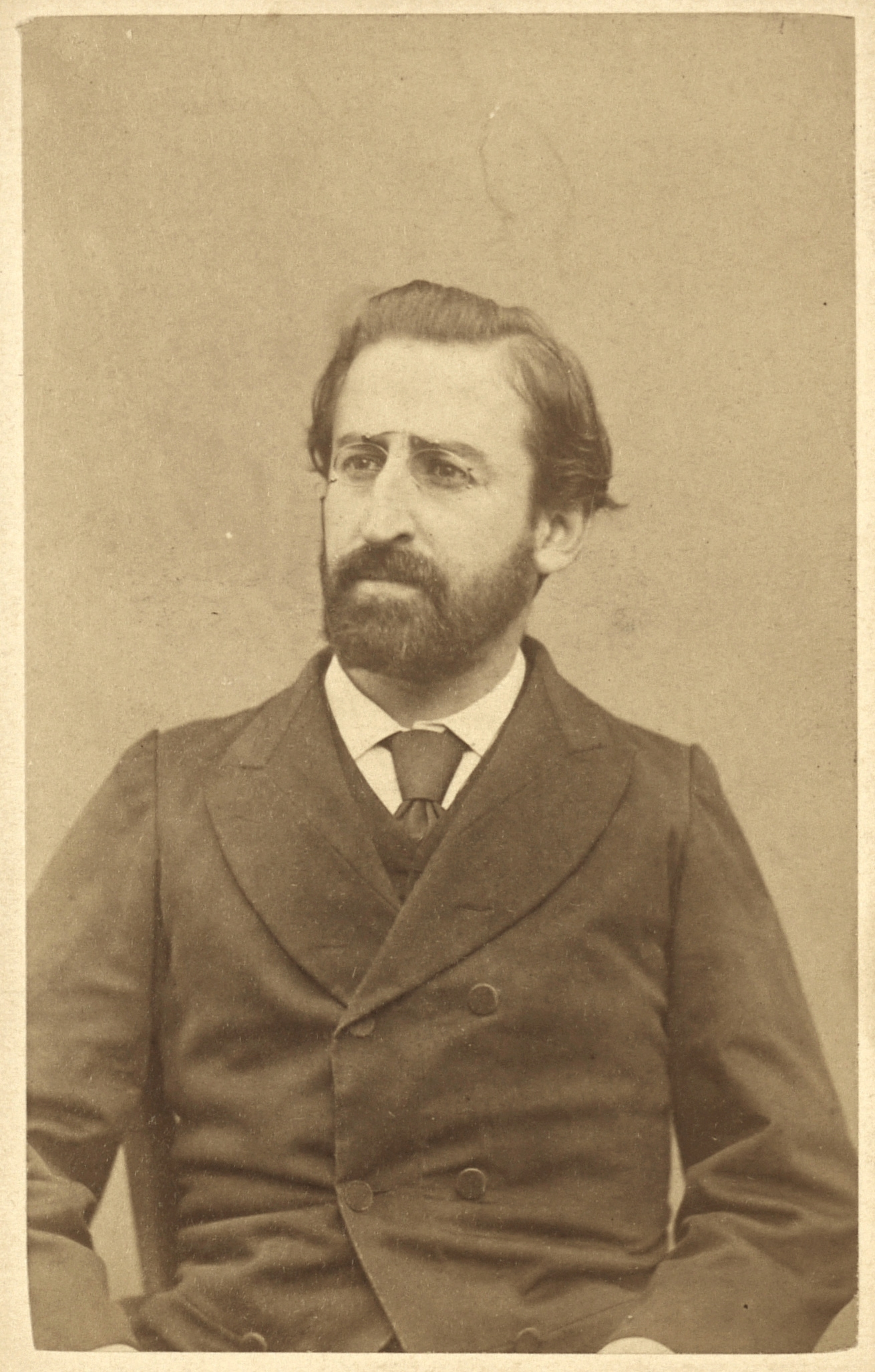
Théophile Ferré.

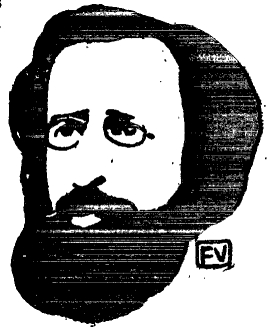
Portrait de Théophile Ferré par Félix Vallotton, paru dans La Revue blanche en 1897.

Clerc d'avoué, militant blanquiste, il est condamné à quatre reprises sous le Second Empire pour ses opinions politiques. Impliqué dans le procès des blanquistes de juillet-août 1870, il est acquitté faute de preuves, mais se fait expulser du tribunal de Blois pour insultes à la Haute Cour.
Après la proclamation de la République, le 4 septembre 1870, il collabore à La Patrie en danger  journal d'Auguste Blanqui. Membre du 152e bataillon de la Garde nationale (Montmartre), il est délégué au Comité central républicain des Vingt arrondissements, ainsi que membre du Comité de vigilance de Montmartre, aux côtés de Louise Michel, Paule Minck, etc. Il dirige la défense des canons de la Garde nationale qui sert de prétexte au soulèvement du 18 mars 1871 et propose de marcher immédiatement sur Versailles où se trouvent l'Assemblée nationale et le gouvernement d'Adolphe Thiers. 
Le 26 mars, il est élu au Conseil de la Commune par le XVIIIe arrondissement. Il siège à la commission de Sûreté générale, dont il démissionne le 24 avril, mais est immédiatement réélu. Le 1er mai, il est nommé substitut du procureur de la Commune et le 13 mai délégué à la Sûreté générale. Il vote pour la création du Comité de Salut public. Le 24 mai, il donne son consentement pour l'exécution des otages, parmi lesquels se trouve l'archevêque de Paris Georges Darboy. En 1872, il apparaitra sur le photomontage d'Eugène Appert représentant cette exécution et issu de la série les Crimes de la Commune, alors qu'il n'y était pas présent.  

Emplacement de la « dernière » barricade de la Commune
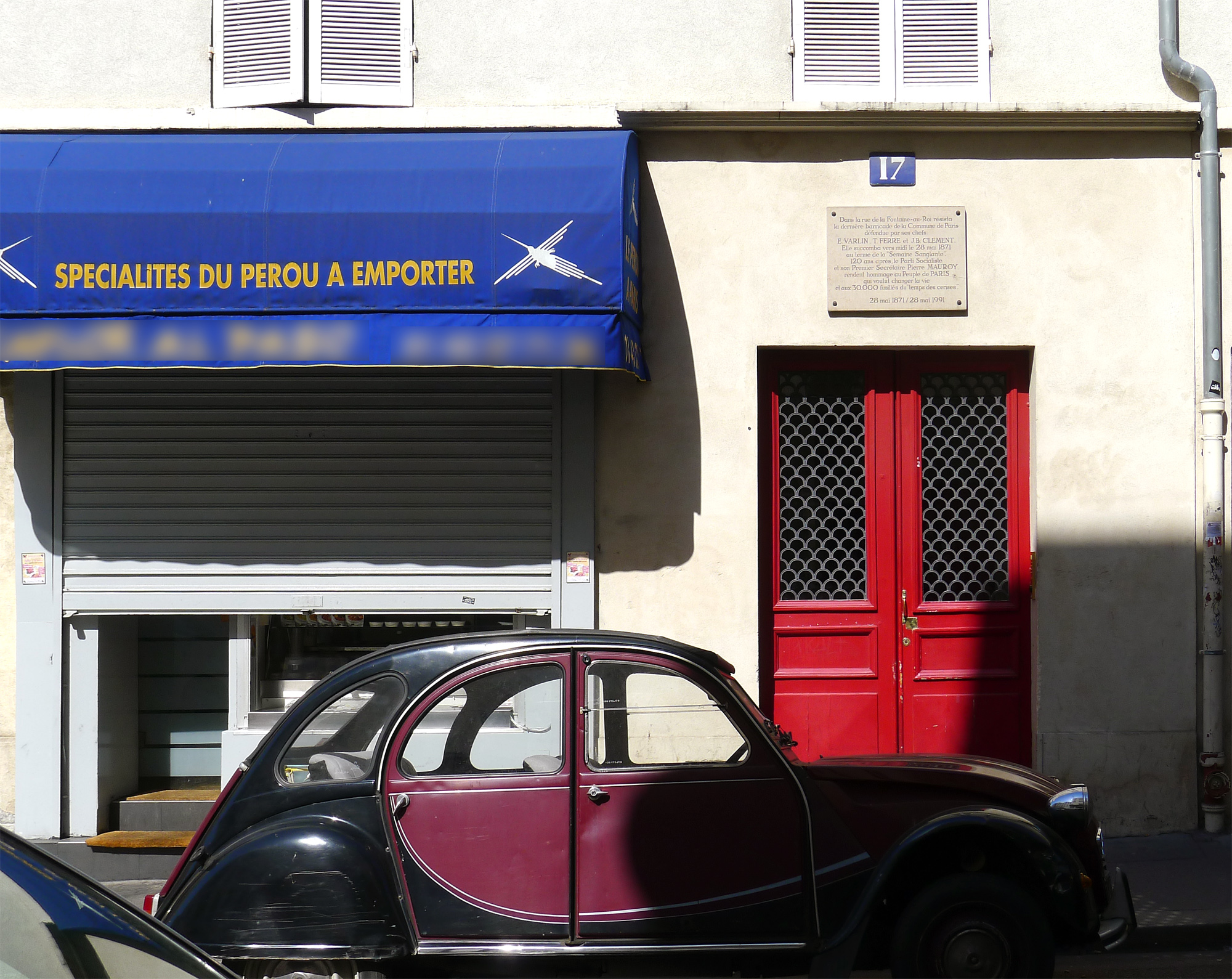
N°17, rue de la Fontaine-au-Roi
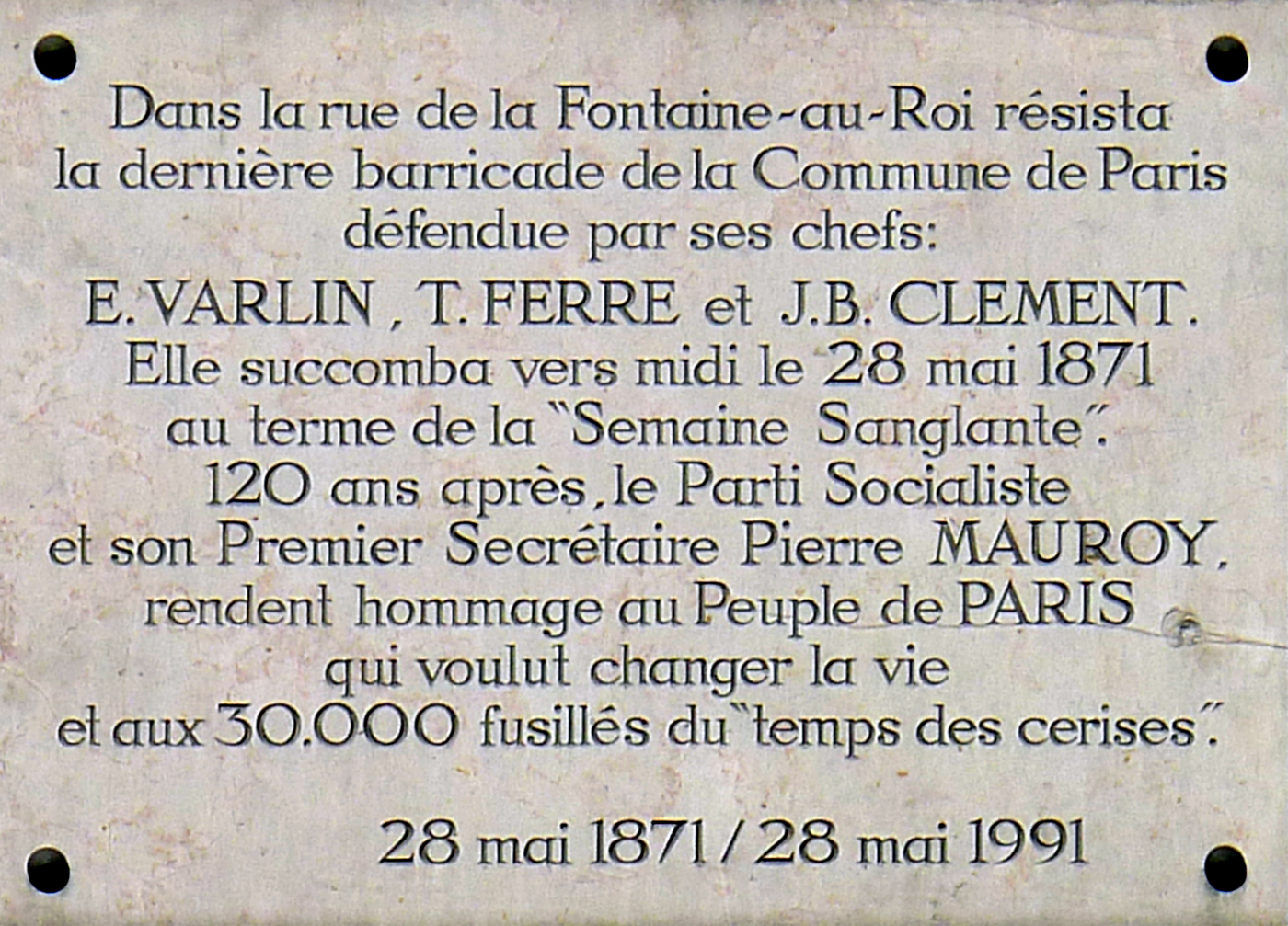
Plaque commémorative rendant hommage à Théophile Ferré

Lors de son procès pour avoir participé à la Commune, on veut lui faire également endosser la responsabilité de l'ordre d'incendie du Ministère des Finances, ce qui se révèle inexact. Au cours de ce procès, Ferré refuse de se défendre. Cependant, accablé de calomnies, il rédige une lettre dans laquelle il tente de réfuter ses accusateurs, mais que le tribunal ne lui permettra  pas de lire. Il est condamné à mort le 2 septembre 1871 et exécuté, en même temps que Louis Rossel et le sergent Pierre Bourgeois, au camp de Satory à Versailles le 28 novembre.
Sa tombe se trouve au cimetière de Levallois-Perret à proximité de celle de Louise Michel.

### Notices biographiques
- Jules Clère, Les hommes de la Commune : Biographie complète de tous ses membres, Paris, Libraire-éditeur É. Dentu, 1871, xiv-195, 1 vol. in-18 (OCLC 457798492, lire en ligne sur Gallica), p. 84-86
- Paul Delion, Les membres de la Commune et du Comité central, Paris, A. Lemerre éditeur, août 1871, 446 p. (lire en ligne sur Gallica), p. 88-91
- Bernard Noël, Dictionnaire de la Commune, Coaraze, L'Amourier éditions, coll. « Bio », avril 2021 (1re éd. 1971), 799 p. (ISBN 978-2-36418-060-4, ISSN 2259-6976, présentation en ligne), p. 358-360
- « Notice Ferré Théophile, Charles, Gilles », sur maitron.fr, Le Maitron, dictionnaire bibliographique du mouvement ouvrier et du mouvement social, Association Les Amis du Maitron (consulté le 9 août 2021)